# 하노이-하이퐁선
하노이-하이퐁선(베트남어: Đường sắt Hà Nội - Hải Phòng / 塘𨫊河內－海防), 약칭 하하이 선(베트남어: Đường sắt Hà Hải / 塘𨫊河海)은 베트남의 철도 중 하나이다. 베트남의 수도 하노이의 하노이 역과  하이퐁의 하이퐁 역(베트남어: Ga Hải Phòng / Ga 海防)을 잇는 102km의 철도이다. 이 철도는 프랑스령 인도차이나 시대인 1900년에 착공되고 1902년에 완성 및 개통되었다.
궤간은 1,000mm (미터 궤간)이다.

## 하노이 - 하이퐁 노선표
| 역명     | 베트남어 이름 | 한자 이름 | 거리(Km) |
| 하노이   | Hà Nội        | 河內      | 0        |
| 롱비엔   | Long Biên     | 龍編      | 2        |
| 자럼     | Gia Lâm       | 嘉林      | 5        |
| 까우버이 | Cầu Bây       | 梂悲      | 11       |
| 푸투이   | Phú Thụy      | 富瑞      | 16       |
| 락다오   | Lạc Đạo       | 樂道      | 24       |
| 뚜언르엉 | Tuấn Lương    | 俊良      | 31       |
| 껌장     | Cẩm Giàng     | 錦江      | 40       |
| 까오싸   | Cao Xá        | 高舍      | 51       |
| 하이즈엉 | Hải Dương     | 海陽      | 57       |
| 띠엔쭝   | Tiền Trung    | 前中      | 64       |
| 라이케   | Lai Khê       | 萊溪      | 68       |
| 팜싸     | Phạm Xá       | 範舍      | 72       |
| 푸타이   | Phú Thái      | 富泰      | 78       |
| 주응이아 | Dụ Nghĩa      | 裕義      | 87       |
| 벗깍     | Vật Cách      | 物格      | 91       |
| 트엉리이 | Thượng Lý     | 上里      | 97       |
| 하이퐁   | Hải Phòng     | 海防      | 102      |